# Chirosia styloplasis
Chirosia styloplasis är en tvåvingeart som beskrevs av Zheng och Fan 1990. Chirosia styloplasis ingår i släktet Chirosia och familjen blomsterflugor. Inga underarter finns listade i Catalogue of Life.